# Pogorzel Mała
Pogorzel Mała (deutsch Klein Pogorzellen, 1930 bis 1945 Brandau) ist ein Dorf in der polnischen Woiwodschaft Ermland-Masuren, das zur Gmina Biała Piska (Stadt- und Landgemeinde Bialla, 1938 bis 1945 Gehlenburg) im Powiat Piski (Kreis Johannisburg) gehört.

## Geographische Lage
Pogorzel Mała liegt im südlichen Osten der Woiwodschaft Ermland-Masuren, 23 Kilometer nordöstlich der Kreisstadt Pisz (deutsch Johannisburg).

## Geschichte
Das aus mehreren kleinen Höfen und Gehöften bestehende, nach 1579 Klein Pogorschellen und nach 1898 Klein Pogorzellen genannte Dorf wurde 1484 durch den Deutschen Ritterorden als Freigut nach magdeburgischem Recht gegründet.
Der Ort gehörte zum Kreis Johannisburg im Regierungsbezirk Gumbinnen (ab 1905: Regierungsbezirk Allenstein) in der preußischen Provinz Ostpreußen. Von 1874 bis 1945 war er in den Amtsbezirk Drygallen (ab 1938 „Amtsbezirk Drigelsdorf“) eingegliedert.
Klein Pogorzellen zählte im Jahre 1910 insgesamt 80 Einwohner.
Aufgrund der Bestimmungen des Versailler Vertrags stimmte die Bevölkerung im Abstimmungsgebiet Allenstein, zu dem Klein Pogorzellen gehörte, am 11. Juli 1920 über die weitere staatliche Zugehörigkeit zu Ostpreußen (und damit zu Deutschland) oder den Anschluss an Polen ab. In Klein Pogorzellen stimmten 60 Einwohner für den Verbleib bei Ostpreußen, auf Polen entfielen keine Stimmen.
Am 28. Juli 1930 änderte man den Namen Klein Pogorzellen in „Brandau“. Die Einwohnerzahl betrug im Jahr 1933 insgesamt 103 und belief sich 1939 auf 98.
Als 1945 in Kriegsfolge das gesamte südliche Ostpreußen an Polen fiel, war eben auch Brandau davon betroffen. Es erhielt die polnische Namensform „Pogorzel Mała“. Heute ist das Dorf Sitz eines Schulzenamtes (polnisch Sołectwo) und als solches eine Ortschaft im Verbund der Stadt- und Landgemeinde Biała Piska (Bialla, 1938 bis 1945 Gehlenburg) im Powiat Piski (Kreis Johannisburg), bis 1998 der Woiwodschaft Suwałki, seither der Woiwodschaft Ermland-Masuren zugehörig. Die Einwohnerzahl belief sich im Jahre 2011 auf 30.

## Religionen
Klein Pogorzellen war bis 1945 in die evangelische Kirche Drygallen in der Kirchenprovinz Ostpreußen der Kirche der Altpreußischen Union sowie in die römisch-katholische Kirche Johannisburg im Bistum Ermland eingepfarrt.
Die evangelischen Einwohner Pogorzel Małas halten sich heute zur Kirchengemeinde in der Stadt Biała Piska zugehörig, einer Filialgemeinde der Pfarrei Pisz in der Diözese Masuren der Evangelisch-Augsburgischen Kirche in Polen. Katholischerseits gehört Pogorzel Mała zur Pfarrei Drygały mit der Filialkirche in Pogorzel Wielka (Brennen, bis 1907 Groß Pogorzellen) im Bistum Ełk der Römisch-katholischen Kirche in Polen.

## Verkehr
Pogorzel Mała liegt westlich der Woiwodschaftsstraße 667 und ist von Drygały (Drygallen, 1938 bis 1945 Drigelsdorf) bzw. Pogorzel Wielka (Brennen, bis 1907 Groß Pogorzellen) aus direkt zu erreichen. Pogorzel Wielka ist die nächste Bahnstation, sie liegt an der Bahnstrecke Olsztyn–Ełk (deutsch Allenstein–Lyck).